# رغدون العليا (الريدة)
'

تعديل مصدري - تعديل

رغدون العليا هي إحدى قرى عزلة الريدة وقصيعر بمديرية الريدة وقصيعر التابعة لمحافظة حضرموت، بلغ تعداد سكانها 342 نسمة حسب تعداد اليمن لعام 2004.